# Mafilm

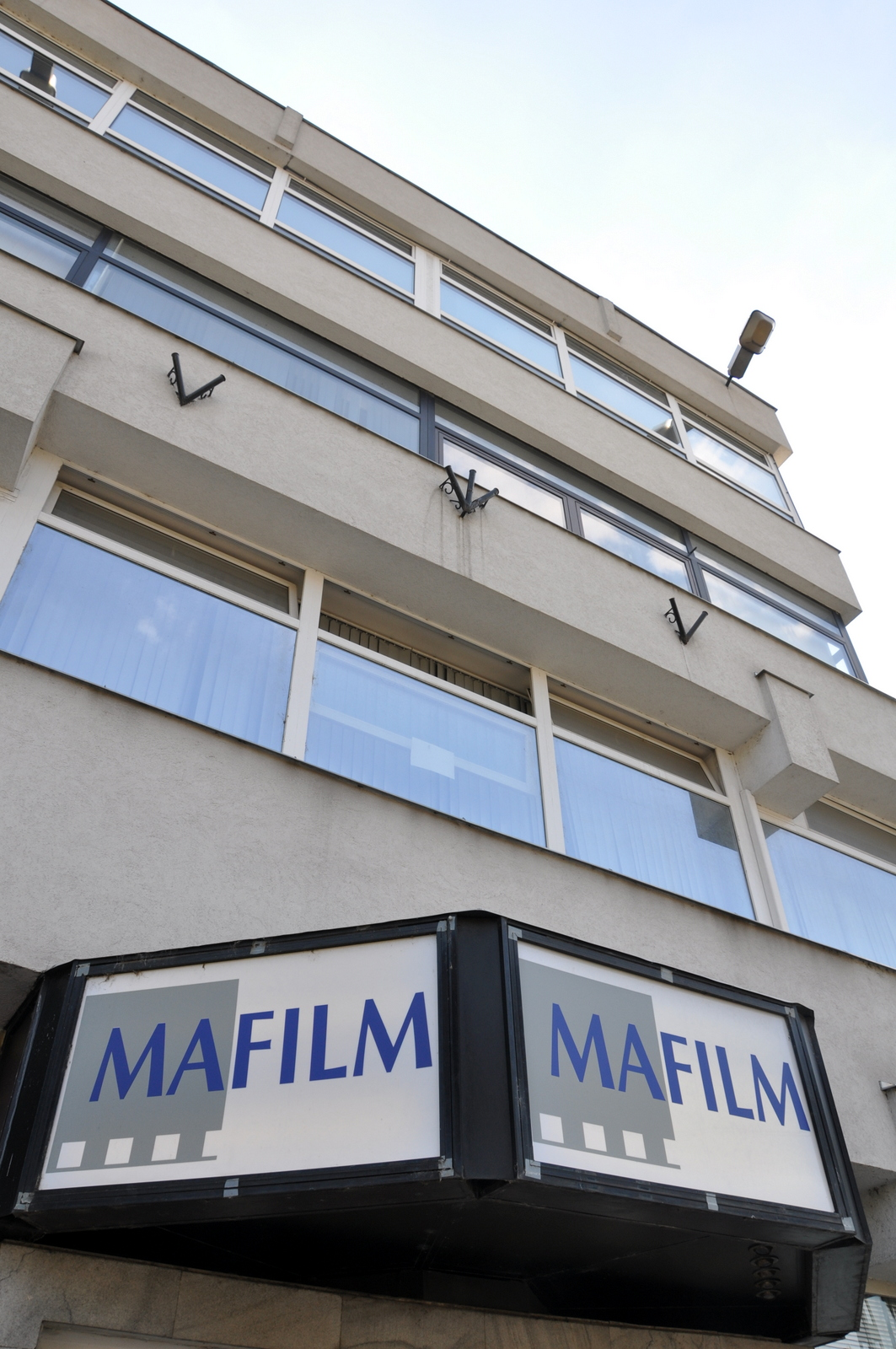
Budynek biurowy przedsiębiorstwa Mafilm Nonprofit Zrt. w Budapeszcie.

Mafilm Nonprofit Zrt. (Mafilm Hungarian Film Studios) – jedno z największych i najważniejszych studiów filmowych na Węgrzech, ma swoją siedzibę w Budapeszcie.

## Historia
Zostało założone z dniem 19 sierpnia 1948, poprzedniczką przedsiębiorstwa była Hunnia Film Studio. Pierwszą produkcją po nacjonalizacji był dramat filmowy Piędź ziemi (1948) Frigyesa Bána, który odniósł międzynarodowy sukces.
Na początku 1964 fabryka została założona poprzez fuzję Hunnia Filmstúdió i Budapest Filmstúdió. W 1966 zmieniono finansowanie produkcji filmów fabularnych. Przeniesiono wówczas znaczną część budżetów filmów do Mokép i Hungarofilm. W 1968 działalność rozpoczęło Magyar Filmtröszt.
W następnej dekadzie budżety na filmy wzrosły do tego stopnia, że studio nie było w stanie poradzić sobie ze wszystkimi wymaganiami. Uruchomiono wówczas w mieście Fót 23-hektarową bazę studiów filmowych. Węgierskie produkcje filmowe przeżywały swoją złotą erę w latach 60. i 70. XX wieku.